# 単因子
代数学において、行列の単因子（たんいんし）とは、その「標準形」を定める不変量のことである。

## 定義
D を単項イデアル整域（たとえば整数環 Z や複素係数の一変数多項式環 C[x] などのユークリッド整域）とする。また Mn×m(D) を D 成分の n×m 行列全体とし、特に m = n のときは、これを Mn(D) と表すことにする。すべての行列 A ∈ Mn×m(D) は、ある可逆行列 P ∈ Mn(D) と Q ∈ Mm(D) を使って次の形に変形できる。
{\displaystyle PAQ={\begin{pmatrix}e_{1}&&&&\\&\ddots &&&\\&&e_{r}&&\\&&&0&\\&&&&\ddots \end{pmatrix}}}
ここで e1, …, er ≠ 0 かつ e1D ⊇ … ⊇ erD である。このような e1, …, er は単数倍を除いて一意に定まり、これを行列 A の単因子という。右辺の行列は A のスミス標準形 Smith normal form あるいは単因子標準形と呼ばれる。
この行列 P, Q は行列の基本変形を積み重ねることにより求められる。

## 性質
F を体とする。
- 2つの行列 A, B ∈ Mn(F) が相似であるための必要十分条件は、2つの行列 xI − A, xI − B ∈ Mn(F[x]) の単因子が一致することである[5]。

- 行列 A ∈ Mn(F) の最小多項式は、行列 xI − A ∈ Mn(F[x]) の最大次数の単因子（を規格化したもの）と一致する[6]。

## 例
D を複素係数の一変数多項式環 C[x] とする。次の行列 A ∈ M2(C[x]) の単因子は可逆行列 P, Q ∈ M2(C[x]) として以下の行列を取れば 1, (x − λ)2 とわかる。
{\displaystyle A={\begin{pmatrix}x-\lambda &-1\\&x-\lambda \end{pmatrix}}}
{\displaystyle P={\begin{pmatrix}1&\\x-\lambda &1\end{pmatrix}},\qquad Q={\begin{pmatrix}1&\\x-\lambda &1\end{pmatrix}}{\begin{pmatrix}&1\\-1&\end{pmatrix}}}
{\displaystyle PAQ={\begin{pmatrix}1&\\&(x-\lambda )^{2}\end{pmatrix}}}